# Профили профили
Профили профили био је југословенски и српски новоталасни бенд из Београда, познат по учесшћу на музичкој компилацији Артистичка радна акција из 1981. године. Током исте године чланови бенда формирали су још један бенд, под називом Казимиров казнени корпус и оба бенда појавила су се на једном албуму, што је уједно и први албум у СФРЈ који је објављен под независном дискографском кућом.

## Историјат бенда

### Састав бенда
Бенд Профили профили основали су Миодраг Чеза Стојановић (бас, вокал) и Слободан Јела Јелићић (гитара, вокал). Њихове песме Мајке их гурају у металним корпама и Немир живаца појавиле су се на компилацијском албуму Артистичка радна акција из 1981. године. Током исте године, Стојановић и Јеличић су са Драгославом Дражом Радојковићем формирали још један бенд, под називом Казимиров казнени корпус, пола сата пре њиховог наступа на Ташмајдану у Београду, на фестивалу Актуелна београдска рок сцена. Група је за то време написала једну песму и свирала је у пет различитих верзија. Бенд је на Топчидеру извео још један живи наступ, са групом Екатарина Велика. Након тога, бенду се придружио Милан Младеновић (гитара), некадашњи члан бендова Екатарина Велика и Шарло Акробата.

### Снимање албума и расформирање групе
Дана 18. маја 1982. године оба бенда (Казимиров казнени корпус и Профили профили) наступали су са бендом Лајбах у галерији Студентског културног центра Београд. Током наступа бенд је донео одлуку да сними материјал који су изводили, а наредна три дана бенд је снимао у НГМ студију на Бановом брду. Снимање албума коштало је 15.000 југословенских динара, што је албума оценило као нискобуџетан, а издат је под независном дискографском кућом Галерија срећна нова уметност СКЦ, што га чини првим независним музичким издањем у СФРЈ.
Казимиров казнени корпус и Профили профили објавили су у марту 1982. године издање које садржи пет верзија песме Вентилатори (Профили профили) и пет верзија песме Паралитичне шизоидне девојке (Казимиров казнени корпус). Албум је првобитно објављен у више од сто примерака, а сваки је имао другачији омот. Наредног месеца бенд је објавио још сто примерака који су брзо распродати. Данас се албум сматра реткошћу и колекционарским предметом.
Године 1983. песма Паралитичне шизоидне девојке појавила се као саундтрек филма Шећерна водица, међутим звучни запис никада није објављен као званичан. Исте године Стојановић је желео да промени концепт рада, тако да је Казимиров казнени корпус имао слободно место за новог басисту, све док Јеличић није довео Сашу Радића, а Младеновић је постао само басиста бенда Профили профили. Оба бенда су имала пробе и свирали уживо до следеће године, када су имали последњи наступ на Београдској академији, пре него што је Стојановић распустио бендове.

## Дискографија

### Студијски албуми
- Казимиров казнени корпус/Профили профили (1982)

### Гостовања на компилацијама
- Мајке их гурају у металним колицима/Немир живаца (Артистичка радна акција; 1981)